# Joan E. Goody
Joan E. Goody (1 de desembre de 1935-8 de setembre de 2009) va ser una reconeguda arquitecta nord-americana, influent a la fi del segle XX i començaments del segle xxi en la preservació de l'arquitectura històrica i moderna a la ciutat de Boston. Va ser autora de molts llibres sobre arquitectura, incloent un text sobre les noves tendències en construcció a Boston, titulat New Architecture in Boston (La Nova Arquitectura a Boston). Goody va ser membre de l'Institut Americà d'Arquitectes i sòcia cofundadora de la signatura Goody, Clancy & Associates, Inc. de Boston.

## Publicacions
- New Architecture in Boston (Nova Arquitectura a Boston) MIT Press; 1965.
- Progressive Architecture (Arquitectura Progressiva) (1984), p. 82-87.
- Architecture: the AIA journal (Arquitectura, diari de l'AIA) (1985), p. 240-251, 312-320.